# Jorge Bolaño
Jorge Eladio Bolaño (Santa Marta, 1977. április 28. – 2025. április 6.) válogatott kolumbiai labdarúgó.
A kolumbiai válogatott tagjaként részt vett az 1998-as világbajnokságon, az 1999-es Copa Américán illetve a 2000-es CONCACAF-aranykupán.

## Sikerei, díjai
Juniors Barranquilla
- Kolumbiai bajnok (2): 1993, 1995

Parma
- Olasz kupa (1): 2001–02
- Olasz szuperkupa (1): 1999

Kolumbia
- CONCACAF-aranykupa ezüstérmes (1): 2000